# Responsabilité pénale en France
La responsabilité pénale est l'obligation de répondre des infractions commises et de subir la peine prévue par le texte qui les réprime.
Dans une démocratie, les citoyens ont des droits mais aussi des devoirs ; la liberté s'accompagne de la responsabilité.
À la différence de la responsabilité civile (qui est l'obligation de répondre du dommage que l’on a causé en le réparant en nature ou par équivalent, par le versement de dommages-intérêts), la responsabilité pénale implique un recours par l'État contre un trouble à l'ordre public.
Cela englobe trois grands aspects :
- la participation à une infraction ;
- les différentes formes que peut prendre cette responsabilité ;
- les cas d'exclusion de cette responsabilité.

## Participation

### Auteur et le coauteur
- L'auteur matériel de l'infraction est celui qui commet matériellement les actes d'exécution de l'infraction. Ainsi, dans le cas d'un meurtre, ce sera celui qui donnera le coup mortel. Pour les infractions par omission, ce sera celui qui ne bougera pas alors qu'il avait la possibilité de sauver quelqu'un. Sous l'Ancien Régime, une responsabilité collective était prévue. Celle-ci a disparu dans les codes, bien que la jurisprudence utilise encore la faute commune, mais c'est surtout dans le cas d'association de malfaiteurs (prévu par l'article 450-1[2] du code pénal) que cette notion est très vivace. En effet, en cas d'association de malfaiteurs, tous les participants au groupement sont considérés comme auteur principal de l'infraction.
- Le coauteur est celui qui participe à l'action matériellement au côté de l'auteur principal. Il encourt les peines prévues pour la même infraction, même si l'auteur principal est finalement déclaré irresponsable, dans un cas de démence par exemple. Le coauteur peut malgré tout bénéficier de circonstances atténuantes, par exemple s'il est mineur, ou aggravantes, par exemple en cas de récidive. Il ne faut pas confondre cette notion avec celle de complice, par exemple celui qui a fourni l'arme au tueur.
- L'auteur moral est celui qui agit en coulisse pour faire commettre l'infraction, par exemple celui qui payerait pour faire tuer une autre personne ou pour faire dérober un objet. Il est aussi appelé parfois l'auteur intellectuel. Le droit français ne connaît pas vraiment cette notion, et la condamnation se fait au titre de la complicité. C'est ce qu'on appelle la complicité par provocation ou par instructions. Lors du passage du code pénal impérial au nouveau code pénal, la commission de réforme du code pénal avait réfléchi à la possibilité d'instaurer une responsabilité pénale autonome pour les auteurs intellectuels. Mais cette possibilité fut vite abandonnée face à la difficulté de préserver en même temps les libertés et la difficulté de mise en œuvre d'une telle modification du code. Il est cependant certains cas où l'auteur moral peut être poursuivi pour le délit lui-même, par exemple la provocation au suicide ou à la mendicité (le suicide et la mendicité eux-mêmes n'étant plus des délits). La Perben II de mars 2004 a créé une infraction spécifique d'instigation au crime, sanctionnant l'auteur moral de certains crimes, même lorsque l'instigation n'a pas été suivie d'effet.

### Tentative
Le Code pénal déclare que l'auteur n'est pas seulement celui qui commet les faits incriminés mais aussi celui qui, dans les cas prévus par la loi, tente de les commettre.

« La tentative est constituée dès lors que, manifestée par un commencement d’exécution, elle n’a été suspendue ou n’a manqué son effet qu’en raison de circonstances indépendantes de la volonté de son auteur. »

— Code pénal, article 121-5

« Est complice d'un crime ou d'un délit la personne qui sciemment, par aide ou assistance, en a facilité la préparation ou la consommation.
Est également complice la personne qui par don, promesse, menace, ordre, abus d'autorité ou de pouvoir aura provoqué à une infraction ou donné des instructions pour la commettre. »

— Code pénal, article 121-7
L’article 121-4 du Code pénal précise que la tentative de crime est punissable, la tentative de délit n’étant punissable que lorsqu’un texte spécial le prévoit.
Elle n'est jamais punissable en matière de contravention.
L’auteur d’une tentative est considéré comme auteur de l’infraction, par conséquent, il encourt les mêmes peines que si l’infraction était consommée.

#### Élément matériel

##### Commencement d'exécution
La tentative doit être manifestée par un commencement d’exécution de l’infraction. L’agent ne se trouve plus au stade des actes préparatoires mais n’a pas encore abouti entièrement à l’infraction principale.
Le commencement d’exécution est défini par la jurisprudence comme le ou les actes « tendant directement à la consommation de l’infraction ».
Exemple : arrêt Lacour, crim. 25 octobre 1962 : M. Lacour paye un individu pour le meurtre du fils adoptif de sa maîtresse. Le tueur à gages simule un enlèvement du fils adoptif, obtient son salaire avant de dénoncer M. Lacour à la police. Lacour est poursuivi notamment pour tentative de meurtre. Il est acquitté au motif que ses agissements ne tendent pas directement et immédiatement à la mort de la victime. Il s’agit en réalité non pas d’une tentative de meurtre mais de complicité de meurtre : quoi qu’il arrive, Lacour n’aurait jamais été meurtrier, seulement complice. Faute d’actes tendant immédiatement et directement à la consommation de l’infraction, il n’y a pas de tentative punissable (le comportement de M. Lacour pouvant cependant être sanctionné sous d'autres qualifications).
La tentative d’escroquerie à l’assurance a donné lieu à une jurisprudence importante : la simple simulation de sinistre n’est qu’un acte préparatoire non punissable, car elle ne tend pas immédiatement et directement à la remise des sommes par l’assurance. Par contre, la demande adressée à l’assurance à la suite d'une fausse déclaration aux services de police est constitutive de commencement d’exécution. La fausse déclaration accompagnée de manœuvres frauduleuses, d’une mise en scène, a pu également être considérée comme un commencement d’exécution.

##### Absence de désistement volontaire
La tentative est une infraction manquée contre la volonté de son auteur. Le désistement volontaire, antérieur à la consommation de l’infraction, paralyse toute poursuite.
Ce mécanisme peut s’expliquer de différentes façons. L’agent qui a volontairement renoncé à son entreprise infractionnelle a révélé qu’il n’était pas dangereux. La loi encourage le futur délinquant à renoncer à son geste, lui offrant l’impunité en récompense. On peut également expliquer le mécanisme par la justification de la répression de la tentative : il s’agit de punir l’agent dont l’intention délictueuse irrévocable n’a pas abouti à la consommation de l’infraction. L’agent qui renonce fait ainsi la preuve que son intention n’était pas irrévocable : il n’y a pas de tentative.
Si l’infraction a manqué son but en dehors de la volonté de son auteur (tir raté, passage inopiné d’un passant ou des forces de l’ordre, désistement inopiné d’un comparse, intervention de la police), parfois du fait de la victime (fuite du ravisseur en raison des cris de la victime, la tentative est punissable.
L’absence de désistement volontaire ne signifie pas forcément l’intervention d’une cause extérieure : Crim. 10 janvier 1996 considère établie la tentative de viol qui n’a pu aboutir à cause d’une « panne sexuelle » du criminel.
Le problème peut se poser en ce qui concerne les causes de désistement mixtes ; par exemple, un ami moralisateur dissuade l’agent de commettre le cambriolage projeté (crim. 20 mars 1974). Le désistement n’est pas forcé par des circonstances extérieures, mais n’est pas spontané non plus. Il suffit de se référer à la lettre de l’article 121-5 du Code pénal : la tentative est constituée lorsqu’elle n’a pas abouti qu’en raison de circonstances indépendantes de la volonté de son auteur. Les causes étrangères à la volonté doivent être exclusives, ou du moins déterminantes, pour que la tentative soit punissable.
Le problème de la fuite de l’agent par peur, par exemple s’il a entendu un bruit, est affaire d’appréciation au cas par cas. Il semblerait que la jurisprudence penche généralement pour l’impunité lorsque la peur est spontanée.
Le désistement volontaire doit intervenir avant consommation de l’infraction pour être exonératoire de responsabilité. Quelques textes spéciaux récompensent toutefois le repentir actif après consommation de l’infraction, comme en matière d’association de malfaiteurs, mais cela reste une exception puisque le droit pénal ne considère pas le désistement volontaire postérieur (à la commission de l'infraction) comme tel mais comme un remords qui n'a donc aucune valeur juridique.

#### Élément moral
L’auteur de la tentative doit avoir eu la volonté de consommer l’infraction. Cet élément, qui n’appelle pas de remarque particulière, est pourtant essentiel. C’est cette volonté infractionnelle qui justifie la répression de la tentative, en dehors de tout résultat, donc en dehors de tout trouble effectif à l’ordre public.

#### Cas particulier de tentative: l'infraction impossible
On désigne comme infractions impossibles les comportements qui n’ont pas abouti à la consommation de l’infraction en raison non pas d’une maladresse ou d’un évènement fortuit, mais en raison d’une impossibilité objective de commettre l’infraction.
Certaines infractions impossibles sont incriminées par le législateur : ainsi, l’ancien code prévoyait un délit d’avortement de femme supposée enceinte. On peut rapprocher cette incrimination des dispositions faisant référence à la qualité réelle ou supposée de certaines personnes, notamment en ce qui concerne les discriminations (article 225-1 du Code pénal). Il pourrait sembler impossible d’être coupable d’antisémitisme envers une personne non juive, mais le législateur réprime dans ce cas l’infraction purement putative, infraction n’existant que dans l’esprit de son auteur.
Il reste des hypothèses d’infractions impossibles non prévues par le législateur. La jurisprudence du XIXe siècle avait d’abord considéré que, l’infraction étant impossible, la répression était pareillement impossible.
L’infraction n’ayant pas été consommée, le seul terrain de répression envisageable est celui de la tentative.
Le raisonnement conduisant à l’impunité s’appuie sur la définition même de la tentative : le commencement d’exécution étant constitué par des actes tendant directement et immédiatement à la consommation de l’infraction, lorsque la consommation est impossible, il ne peut exister d’actes y tendant directement et immédiatement. Il n’existe donc pas de tentative punissable. Il n’existe d’ailleurs pas de trouble à l’ordre public.
Ce raisonnement, qui a pour lui le principe de légalité et une certaine rationalité, laissait échapper à la répression des agents qui avaient pourtant fait la preuve de leur dangerosité, de l’irrévocabilité de leur résolution criminelle.
Face à ce reproche, la jurisprudence a emprunté une voie médiane, s’inspirant de propositions doctrinales qui distinguaient notamment entre impossibilité absolue et relative. L’impossibilité est absolue lorsque l’objet de l’infraction n’existe pas, comme dans le meurtre d’un cadavre, ou lorsque les moyens sont intrinsèquement inefficaces, comme dans l’empoisonnement par une substance non toxique. L’impossibilité est relative lorsque l’objet existe mais est momentanément insusceptible d’être atteint (pillage de tronc d’église vide) ou lorsque les moyens employés auraient pu être efficaces (coup de feu mal tiré). La doctrine proposait également de distinguer impossibilité de fait (réprimable) et de droit (il manque un élément constitutif de l’infraction, non réprimable).
Aucun de ces critères ne s’avère satisfaisant juridiquement.
La Cour de cassation a finalement opté pour la répression systématique des infractions impossibles dans son arrêt « Perdereau » du 16 janvier 1986.
Il s’agissait en l’espèce d’une tentative de meurtre opérée sur un cadavre.
La Cour de cassation souligne que le décès préalable de la victime est une circonstance indépendante de la volonté de l’auteur, qui s’analyse comme une absence de désistement volontaire ayant conduit à l’échec de l’infraction projetée.
Elle ajoute que les violences exercées contre le cadavre constituent un commencement d’exécution du meurtre. Cet attendu ne correspond pas à la définition classique du commencement d’exécution. En aucun cas des coups portés à un cadavre ne peuvent conduire directement et immédiatement, ni même indirectement ou à long terme, à la mort d’une personne humaine.
Il s’agit d’une infraction putative, qui n’existe que dans l’esprit de son auteur, mais qui est réprimée parce que les coups avaient pour objet de réaliser l’infraction.
On constate que le commencement d’exécution n’est pas l’élément principal de la tentative ; il s’agirait plutôt d’un moyen de prouver l’intention irrévocable.
Depuis cet arrêt se pose la question de la survie de solutions classiques sur les infractions imaginaires : le détournement de mineur commis sur une personne majeure est-il une tentative de détournement de mineur ? L’assassinat commis par le moyen de sortilèges ou d’envoûtements est-il une tentative d’assassinat ? Le vol d’un bien dont on est en réalité propriétaire est-il une tentative de vol ?
La doctrine exclut la répression de ces hypothèses au motif qu’elles ne correspondraient à aucune incrimination, contrairement à la tentative d’infraction impossible. On perçoit cependant mal la différence avec le cas du meurtre de cadavre.[réf. nécessaire]

### Complice
Le complice est celui qui fournit une aide ou une assistance facilitant la préparation ou la consommation d'un crime ou d'un délit. Qui par don, promesse, menace, ordre, abus d'autorité ou de pouvoir ou bien donne des instructions pour commettre une infraction.
La complicité peut être définie comme une entente temporaire, momentanée entre des individus qui vont commettre ou tenter de commettre une ou plusieurs infractions. Plus simplement, le complice est celui qui a participé à l'acte sans prendre part aux éléments constitutifs de l'infraction. Comme pour l'infraction, la complicité répond à des éléments matériels et moraux ainsi qu'à un élément légal.

#### Élément matériel
Le législateur a défini précisément et de façon limitative les comportements pouvant être incriminés au titre de la complicité :
- L'aide ou l'assistance
 C'est l'aide apportée à la préparation ou à la commission de l'infraction, cela va de faire le guet à fournir des tampons pour des faux documents ou prêter une voiture.
- La provocation ou l'instigation
C'est un comportement poussant l'auteur de l'infraction à la commettre, en utilisant des moyens prévus par le législateur ; ainsi toutes les formes d'incitations ne sont pas condamnables. Ne sont punissables que les incitations faites aux moyens :
  - du don ;
  - de la menace ;
  - de la promesse ;
  - de l'ordre ;
  - de l'abus d'autorité ou de pouvoir.

De plus, quelle que soit la méthode utilisée, il faut qu'elle soit suffisamment suggestive, individuelle et directe. Le simple conseil ou la simple suggestion ne sauraient donc être condamnés. Par ailleurs, cette incitation doit être suivie d'effet, si le meurtre est commis deux ans après et pour d'autres raisons cette incitation ne pourrait non plus être condamnée.
- Les instructions
Ce sont des informations données pour faciliter ou permettre la réalisation de l'infraction, ainsi confier le plan d'une banque a un futur braqueur. Il faut pour qu'il y ait complicité pouvoir établir la causalité.

Le législateur a aussi défini un certain nombre de cas où la complicité n'était pas punissable :
- Le concours passif
Par principe, l'abstention n'est jamais punissable, et ceci fait l'objet d'une jurisprudence relativement constante. Dans certains cas cependant, le juge a décidé que l'inaction pouvait être punissable, en particulier quand la personne a un rôle protecteur vis-à-vis de l'auteur, par exemple les parents, ainsi que des personnes dont c'est le métier, policiers ou gardien… Ainsi en 1989, une mère dominatrice a été condamnée pour avoir laissé son arme à la disposition de son fils qui s'en servit pour tuer son père. La doctrine pense que le complice « par abstention » est punissable s'il avait connaissance de l'infraction, les moyens de s'y opposer et qu'il s'en est abstenu pour que l'infraction soit consommée.
- Le concours postérieur
Par principe, les aides apportées après que l'action principale est effectuée ne sont pas condamnables au titre de la complicité, mais là encore dans certains cas, le législateur a prévu des exceptions, incriminant certains comportements : le recel du produit d'une infraction, ou de l'auteur d'un crime, par exemple. La jurisprudence admet que l'aide postérieure soit constitutive de complicité si elle résulte d'un accord antérieur (mais on peut supposer que l'aide est en réalité constituée par l'accord lui-même ; en effet, c'est la promesse faite à l'infracteur de lui porter secours après l'infraction qui l'a décidé à passer à l'action). La Cour de cassation semble également approuver la condamnation de l'aide apportée a posteriori lorsque l'infracteur est un habitué du délit, et que cette aide l'encourage à réitérer son comportement.

#### Élémentmoral
L'élément matériel ne pourrait être le seul critère, cela engendrerait un climat de suspicion préjudiciable à la vie en société. C'est pour cela que ne peut être complice qu'une personne qui agit en connaissance de cause. Il faut que le complice soit au courant du but de celui qu'il aide et qu'il adhère à son projet. En outre, si le projet qui a été présenté au complice diffère de celui effectivement réalisé, seul sera pris en compte vis-à-vis du complice le projet qu'il connaissait. Ainsi, s'il prête une arme destinée à impressionner et non à tuer, il ne pourra être tenu responsable du meurtre. Il faut pour cela aussi que la différence entre le projet et la réalité soit sensible. Ainsi, si le projet parlait d'un simple vol et qu'en fait, c'est un vol avec effraction, la sanction prendra en compte le vol avec effraction. Normalement, il ne peut y avoir complicité pour une infraction non intentionnelle, mais dans certains cas, en particulier les fautes d'imprudence, par exemple, en incitant à brûler un feu rouge ou à conduire en état d'ivresse, la complicité peut être retenue.

#### Élément légal
Le droit pénal contrairement au droit civil, laisse très peu de liberté d'interprétation au juge et le législateur doit prévoir ce à quoi répondait légalement un acte de complicité et notamment la théorie de l'emprunt de criminalité :
- Le fait principal doit être une infraction, ainsi l'on ne peut être poursuivi pour avoir aidé à la réalisation d'un acte qui n'est pas une infraction. Le cas de provocation au suicide mentionné plus haut est une infraction en soit, quoi que le suicide ne le soit pas.
- Dans l'ancien code pénal, il fallait que l'infraction ait une certaine gravité (au moins un délit) mais dans le nouveau des complicités peuvent être définies pour des contraventions.
- Le fait principal doit avoir été commis : ainsi un complice qui irait jusqu'à tout organiser mais dont l'auteur principal ne commencerait pas l'exécution ne pourrait être poursuivi. Il faut qu'au moins l'infraction ait été tentée. Si un fait peut justifier l'infraction, la légitime défense par exemple, l'infraction disparaît et par conséquent la complicité aussi. En cas d'immunité, vol entre époux, le complice ne peut être poursuivi, sauf si le juge estime que la personne présentée comme complice est en réalité un coauteur auquel cas celui-ci est toujours sous l'emprise de poursuites.

En procédure, le délai de prescription court à partir du même jour que pour l'auteur principal, le retrait de plainte par une victime met fin aux poursuites contre le complice aussi. Une amnistie réelle de l'infraction profite là aussi au complice.
Une autre question est de savoir si la complicité de complicité est condamnable, l'article 121-7 du Code pénal précise que la complicité de second degrés ou complicité de complicité n'est pas légalement punissable, sauf en ce qui concerne l'aide ou assistance en connaissance de cause de l'auteur, même par l'intermédiaire d'un autre complice dans le cadre de l’escroquerie, mais la jurisprudence est plutôt sévère. Celle-ci condamne généralement la complicité jusqu'au troisième degré.
En outre, s'il faut que l'infraction soit punissable pour que la complicité le soit, il ne faut pas nécessairement que l'infraction soit punie. La condamnation du complice n'est pas liée à la sanction de l'auteur principal. Ainsi, si l'auteur principal n'est pas poursuivi pour cause de démence, le complice sera toujours lui passible de poursuite, de même si l'auteur principal est mort entre-temps ou s'il n'a pu être arrêté.

#### Sanction encourue
Le principe, repris d'ailleurs dans l'ancien code pénal, prévoyait que le complice et l'auteur principal encouraient les mêmes peines.
Dans le nouveau code, le coauteur n'encourt pas forcément la même peine que l'auteur principal. De plus, il faut qu'il ait pu commettre l'infraction pour qu'il puisse être condamné. Par exemple, dans le cadre d'une infraction qui ne peut être commise que par un dépositaire de la force publique, un simple particulier ne saurait être poursuivi en tant que coauteur : il ne serait que complice.
De plus, désormais, les circonstances personnelles pouvant jouer en la faveur ou la défaveur de l'auteur principal ne jouent plus pour le complice, alors que les circonstances réelles de l'acte (effraction, port d'arme, provocation…) qui pourraient jouer en la défaveur ou la faveur de l'auteur principal jouent pour le complice.
Les circonstances mixtes (personnelles et réelles) ne doivent normalement plus s'appliquer au complice.
Par exemple, dans le cas d'un homicide commis par deux personnes, dont l'un est le fils de la victime, celui-ci, même étant complice du meurtre de son père peut être aussi lourdement condamné que l'auteur principal, du fait que le parricide constitue une circonstance aggravante mixte.

## Personnes responsables: principe de responsabilité du fait personnel

### Personnes physiques sujet de la responsabilité pénale
Selon l'article 121-1 du NCP : nul n'est responsable pénalement que de son propre fait. Cette règle n'était que jurisprudentielle dans l'ancien code. Il existe une exception, ce sont les actes commis par une personne étant placée sous l'autorité d'une autre. Dans ce cas précis, la personne ayant autorité peut être condamnée pour les actes commis par la personne placée sous son autorité. Ainsi en est-il d'un chef d'entreprise dont un employé provoquerait un accident alors qu'il était en livraison pour l'entreprise. Le chef d'entreprise peut échapper à cette responsabilité en prouvant qu'il y avait une délégation d'autorité antérieure à l'infraction. Auquel cas, ce sera le dépositaire de l'autorité qui sera rendu responsable.
Ce principe est de plus en plus battu en brèche, notamment en matière d'infraction routière, par l'avancée des vidéo-verbalisations qui sanctionne le propriétaire de la chose sans pour autant être en mesure d'affirmer qu'il est l'auteur de l'infraction.

#### Cas du mineur
Normalement, la qualité de la personne n'influe pas sur sa responsabilité pénale, sauf dans le cas où il est mineur. Cette différenciation se base en partie sur une différence d'appréciation des fautes par l'enfant et par l'adulte. Le mineur bénéficie donc de tribunaux spécifiques, mais la procédure elle aussi connaîtra des différences ainsi que bien sûr les sanctions, qui ne sont pas tout à fait les mêmes.

##### Historique
Jusqu'en 1912, il n'existait pas de traitement spécifique des mineurs. Il était simplement prévu que dans le cas où une peine était prononcée à l'encontre d'un mineur, ce dernier bénéficiait de l'excuse de minorité, qui réduisait normalement de moitié la peine encourue.
La loi du 22 juillet 1912 vient transformer le système avec la mise en place des tribunaux pour enfants, ainsi qu'une présomption absolue d'irresponsabilité pour les mineurs de 13 ans. Sont aussi créées des peines spéciales comme la liberté surveillée, qui permet de placer le mineur dans une institution contrôlée par un délégué à la liberté surveillée et qui permet donc la rééducation.
Vient ensuite l'ordonnance du 2 février 1945 sur l'enfance délinquante, qui, bien que remaniée à de nombreuses reprises, demeure en vigueur aujourd'hui. Dans ce système, c'est la personnalité de l'auteur plus que l'acte lui-même qui entre en compte.
C'est un système avant tout préventif qui vise plus à éviter la récidive qu'à sanctionner une faute.

##### Mise en œuvre de la responsabilité du mineur
En France, le mineur de 13 ans ne peut être condamné à une peine, mais il n'en est pas moins responsable de ses actes. Ainsi, l'article 122-8 du Code pénal dispose que "Les mineurs capables de discernement sont pénalement responsables des crimes, délits ou contraventions dont ils ont été reconnus coupables (…)".
Bien que mal rédigé, cet article est sans appel : le mineur doté de discernement est responsable de ses actes. Cependant, la multiplicité des mesures qui lui sont applicables tendent à semer le doute parmi les praticiens du droit et certains ouvrages parlent encore de l'irresponsabilité du mineur délinquant.[réf. nécessaire]
Voici schématiquement les catégories de mineurs que l'on peut retrouver au sein de l'ordonnance no 45-171 du 2 février 1945 en fonction des mesures qu'elle prévoit à leur encontre :
- Mineur de 10 ans et sans discernement : irresponsabilité pénale absolue.
- Mineur de 13 ans et doté de discernement (appréciation souveraine du juge - 8 ans en moyenne) : il encourt l'infliction de mesures éducatives[13]. Une distinction doit alors être faite entre les enfants de moins de 10 ans et ceux âgés de 10 à 13 ans qui eux encourent l'infliction de sanctions éducatives[14], mesures controversées puisqu'à la frontière entre peines et mesures éducatives, et dont la sanction de l'irrespect n'est autre que le placement dans une structure relevant des mesures éducatives…
- Mineur âgé de 13 à 16 ans : en plus des mesures et sanctions éducatives, ils bénéficient d'une cause légale d'atténuation de la responsabilité et n'encourent que la moitié de la peine de droit commun, sans que celle-ci ne puisse dépasser 20 ans de réclusion[15] et 7 500 € d'amende[16].
- Mineur âgé de 16 à 18 ans : ils bénéficient eux aussi de l'excuse de minorité, mais celle-ci peut être écartée en principe en cas de seconde récidive de certains crimes et délits limitativement énumérés, ou « lorsque les circonstances de l'espèce et la personnalité du mineur le justifient »[15],[17].

### Responsabilité ès qualités (responsabilité des dirigeants et décideurs)

#### Mécanisme de la responsabilité ès qualités
Afin d’assurer le respect de certaines prescriptions légales ou réglementaires, le législateur a pris l’habitude, au cours du XXe siècle, de les assortir de sanctions pénales.
Il s’agit en général d’infractions-obstacles, c’est-à-dire d’incriminations destinées à prévenir la survenance de dommages importants, par exemple en matière d’hygiène et de sécurité au travail, d’environnement, de marchés publics, de libertés syndicales…
Pour qu’une infraction puisse être qualifiée de préventive, elle doit incriminer non pas un comportement dommageable mais plutôt l’omission d’un comportement requis par la loi.
Comment imputer une infraction d’omission à une personne, dans le respect du principe de responsabilité personnelle ? Comment déterminer la personne qui n’a pas obéi aux prescriptions légales ?
Ce délinquant par omission sera, en toute logique, celui auquel la réglementation avait enjoint d’agir : seul celui sur qui pèse une obligation de faire peut se voir reprocher de n’avoir pas agi.
Certaines des obligations légales d’agir pèsent, individuellement, sur chaque citoyen : infraction de non-assistance à personne en péril, homicides et blessures par imprudence…
D’autres ont pour trait spécifique de ne pouvoir être commises que dans un cadre collectif : réglementation de certaines activités économiques, du travail salarié, des espaces ouverts au public…
C’est alors au dirigeant de la collectivité intéressée que s’adresse l’injonction légale : président de S.A., maire de commune, président de conseil général, gérant de société… C’est au dirigeant d’utiliser ses pouvoirs afin de veiller au respect de la réglementation en vigueur, soit en obéissant aux obligations légales, soit en veillant à leur respect par ses subalternes.
La fonction publique française dispose d'un statut particulier en consacrant la protection fonctionnelle individuelle. Une faute de service implique que seule l'administration de l'État est responsable. Une faute personnelle, commise hors de la mission car « détachable », expose le fonctionnaire à des poursuites au pénal.
En cas d’irrespect de la réglementation relative à l’activité de ces groupements, c’est naturellement le dirigeant, le décideur qui a décidé de ne pas respecter la loi, ou qui ne l’a pas fait respecter, qui encourra une sanction pénale.
Certains textes visent spécifiquement le dirigeant : ainsi, la responsabilité pénale pour avoir laissé des mineurs entrer dans une salle de cinéma en violation de la limite d’âge prévue pour le film n’est encourue que par le dirigeant de fait de la salle de cinéma. L’infraction est pourtant matériellement commise par le caissier ou l’ouvreur.
La responsabilité du dirigeant ès qualités, c'est-à-dire non pas pour ce qu’il a fait ou non en tant que personne physique, mais pour ce qui lui incombait en tant que dirigeant, est acceptée par la Chambre criminelle de la Cour de cassation depuis le milieu du XIXe siècle. Elle a expliqué le principe de cette responsabilité « remontant » du préposé qui n’a pas agi au dirigeant qui aurait dû lui ordonner d’agir, la présentant comme une exception au principe de responsabilité personnelle dans un arrêt du 30 décembre 1892.
Si l’élément moral de l’infraction appartient sans doute au commettant, puisque le préposé n’a pas d’autonomie, la perception de l’élément matériel est plus problématique. Si le dirigeant avait respecté la loi, il aurait ordonné au préposé d’agir ou de ne pas agir d’une certaine manière ; il n’aurait pas respecté les prescriptions réglementaires, il les aurait fait respecter par un subalterne. Lorsqu’elles n’ont pas été respectées, le dirigeant apparaît non comme auteur matériel de l’infraction mais comme un auteur moral, presque un complice. S’agissant souvent d’infractions d’omission, cependant, la distinction entre l’auteur matériel et celui qui avait la simple volonté infractionnelle est ténue.
C’est pourquoi on peut reprocher au dirigeant qui devait respecter et faire respecter la réglementation applicable d’y avoir manqué. Si l’infraction est apparemment commise par un tiers subalterne, le décideur est bien responsable de ne pas avoir agi.
Cette responsabilité du décideur ne viole pas le principe de la responsabilité du fait personnel. Elle n’exonère d’ailleurs pas le préposé de sa propre responsabilité pénale si l’ensemble des éléments d’une infraction peut lui être imputé.
En outre, le dirigeant est en principe admis à rapporter la preuve de son absence de faute, même si cette preuve sera difficile à rapporter en pratique : le dirigeant est réputé connaître les règlements applicables à son activité, et on lui reproche le plus souvent de ne pas les avoir respectés ni fait respecter…
Exemple : le maire est personnellement coupable de favoritisme car il a fixé l’ordre du jour et présidé la séance du Conseil municipal qui a attribué le marché en violation des prescriptions légales (Crim. 19 novembre 2003).
Lorsque le dirigeant de fait n’est pas le dirigeant de droit, la Cour de cassation adopte une solution similaire à celle des juridictions civiles en pareille circonstance : les dirigeants sont coauteurs de l’infraction, chacun peut être poursuivi comme s’il était le seul dirigeant (Crim. 12 septembre 2000).
L’administrateur judiciaire d’une société, investit des pouvoirs du dirigeant, assume également sa responsabilité ès qualités.
Il est cependant apparu que dans les structures importantes, le dirigeant n’était pas, en pratique, responsable de l’ensemble des activités. Pire, le dirigeant ne peut matériellement respecter l’ensemble des obligations qui pèsent sur lui : le chef d’entreprise devrait en permanence veiller au respect des consignes de sécurité par les ouvriers, des règles de comptabilité et de facturation par le service comptable, du respect du droit du travail par le service du personnel, des règles d’hygiène par le personnel de restauration et d’entretien… Il ne semble ni juste ni opportun de lui imputer une infraction lorsque les pouvoirs de décision appartiennent à un tiers.
C’est le mécanisme de la délégation de pouvoirs :

#### Délégation de pouvoirs
La responsabilité pénale du dirigeant est liée aux pouvoirs qu’il détient sur le fonctionnement de l’entreprise : ce sont ces pouvoirs qui permettent de lui reprocher ne n’avoir pas agi ou d’avoir laissé commettre une infraction.
On ne saurait dissocier cette responsabilité des qualités des pouvoirs du décideur. Il en résulte que la délégation de pouvoirs à un tiers reporte sur ce tiers la responsabilité pénale.
Cette solution logique a été entérinée par la Cour de cassation dès le début du XXe siècle (Crim. 28 juin 1902).
La délégation de pouvoir est un acte consensuel entre le dirigeant délégant et son préposé délégataire ; l’écrit n’est utile qu’à titre de preuve. On peut envisager des sous-délégations dans les mêmes conditions de validité et d’efficacité que la délégation initiale. Par contre, toute « codélégation » est exclue : le délégataire doit jouir d’une autonomie, d’un pouvoir incompatible avec l’exercice collectif de la délégation.
La validité et l’efficacité de la délégation de pouvoirs dépendent de plusieurs critères, dégagés par la jurisprudence :
a.La délégation n’exonère que de la responsabilité ès qualités : en aucun cas, un dirigeant qui a pris personnellement part à la consommation de l’infraction ne peut se prévaloir d’une délégation.
Le dirigeant qui prend personnellement part à l’infraction est responsable de son fait personnel, et comme tout auteur matériel de l’infraction, il peut être puni.
Seule la responsabilité encourue pour avoir manqué aux obligations incombant spécifiquement à ses fonctions peut bénéficier de la délégation de pouvoirs.
Exemple : Crim. 17 septembre 2002, les stratégies de vente agressives, constitutives d’escroquerie, restent imputables au dirigeant malgré la délégation de pouvoir car il les concevait et les organisait lui-même.
b.La délégation de pouvoirs est rendue nécessaire par la structure de l’entreprise : seul le dirigeant qui ne peut pas effectivement assumer ses obligations légales peut déléguer ses responsabilités à un tiers.
Le mécanisme de la délégation de pouvoirs n’est pas un moyen pour le dirigeant d’échapper à sa responsabilité pénale, mais un mécanisme visant à assurer l’effectivité des prescriptions légales. C’est lorsque la taille ou l’organisation matérielle d’une entreprise ne permet pas au dirigeant de faire face à ses obligations que la délégation de pouvoir est autorisée, et même souhaitée.
Dans le même esprit, la délégation ne peut être générale mais doit concerner un secteur d’activité précis. Ce caractère spécial de la délégation est apprécié de manière stricte par les juges.
Exemple : Crim. 14 octobre 2003, la délégation de pouvoir en matière d’hygiène et de sécurité faite à un cadre administratif, président du CHSCT, ne transfère pas la responsabilité pour non-consultation du CHSCT : le délit d’entrave reste commis par le dirigeant de la société.
La Cour de cassation semble distinguer la délégation en matière d’hygiène et de sécurité « technique », concrète, et une délégation quant aux obligations « juridiques » ou « administratives » liées au fonctionnement du CHSCT.
c.Le délégataire est un membre de l’entreprise pourvu de la compétence, de l’autorité et des moyens nécessaires : le dirigeant doit désigner l’un de ses subordonnés, éventuellement le dirigeant d’une société fille dans un groupe de sociétés, qui a la compétence technique, l’autorité et les moyens matériels lui permettant, en pratique, de mener à bien la mission qui lui est confiée par délégation.
Ces conditions sont destinées à éviter toute délégation fictive. Pour que le préposé assume la responsabilité pénale attachée à certaines responsabilités, encore faut-il que le dirigeant le mette en position d’assurer le respect effectif de la loi.
Le dirigeant qui procéderait à une délégation juridique sans transmettre effectivement ses pouvoirs resterait ainsi responsable pénalement ès qualités.
L’appréciation de l’existence et de la régularité d’une délégation de pouvoirs relève du pouvoir souverain d’appréciation des juges du fond, qui souvent se montrent assez sévères contre les dirigeants, se défiant des délégations fictives :
Crim. 10 septembre 2002, p. ex., en matière d’amiante, qui juge irrégulière la délégation générale de surveillance et d’organisation de la sécurité sur les chantiers.
L’effet de cette responsabilité ès qualités associée au mécanisme de la délégation de pouvoir est de mettre à la charge des dirigeants un véritable devoir de déléguer leurs responsabilités dès lors qu’ils ne peuvent les assumer eux-mêmes, ce qui assure une effectivité maximale à la réglementation de leur activité.

### Personnes morales sujet de la responsabilité pénale
Depuis les années 1970-1980, la mise en cause de plus en plus fréquente de la responsabilité pénale des dirigeants et décideurs a pu faire figure d’injustice, dans la mesure où ils sont condamnés personnellement pour des fautes commises dans l’exercice de leurs fonctions, le plus souvent dans l’intérêt du groupement qu’ils dirigent.
L’exemple du Président d’Air France, condamné pour un accident survenu en Équateur, a décidé la commission de réforme du Code pénal à introduire dans son projet la possibilité d’une responsabilité pénale des personnes morales ("RPPM"), suivant la Recommandation 18 (1988) du Committee de Ministres du Conseil de l'Europe. L'article 121-2 du Code pénal indique :
« Les personnes morales, à l’exclusion de l’État, sont responsables pénalement, selon les distinctions des articles 121-4 à 121-7 et dans les cas prévus par la loi ou le règlement, des infractions commises, pour leur compte, par leurs organes ou représentants. »
Cette responsabilité de la personne morale n’est en aucun cas une cause légale d’exonération pour le dirigeant ou tout autre auteur de l’infraction : l’article 121-2, alinéa 3, indique : « La responsabilité pénale des personnes morales n’exclut pas celle des personnes physiques auteurs ou complices des mêmes faits. »
L’impunité des dirigeants résultera, le cas échéant, du choix du ministère public en termes d’opportunités des poursuites.
Des nombreuses directives européennes introduisent aussi la responsabilité pénale des personnes morales.

#### Domaine de la responsabilité pénale des personnes morales (RPPM)

##### Ratione personae
Les personnes morales punissables sont, comme l’indique l’article 121-2 alinéa 1 du Code pénal, toutes les personnes morales à l’exclusion de l’État.
La notion même de responsabilité pénale de l’État est en apparence absurde : devant qui l’État répondrait-il de ses fautes ? Comment pourrait-il se punir lui-même ? La question reste en débat et si, aujourd'hui, cette responsabilité est exclue, cela ne saurait être un invariant figé du droit. 
L’article 121-2 alinéa 2 du Code pénal prévoit que les collectivités territoriales et leurs groupements ne sont responsables pénalement que pour les infractions commises dans l’exercice d’activités susceptibles de faire l’objet de conventions de délégation de service public.
La RPPM suppose l’existence de la personnalité morale : une infraction commise avant l’immatriculation, par exemple, ne peut en principe être imputée à la personne morale, sauf à employer d’autres qualifications telles que le recel, ou à voir dans l’acte de reprise une réitération de l’infraction.
Les groupements de fait et les sociétés en participation n’encourent aucune responsabilité pénale. Le droit pénal se réfère aux règles du droit civil, du droit commercial ou du droit international privé pour déterminer quels groupements sont dotés de la personnalité morale.
La notion d’activité susceptible de faire l’objet d’une convention de délégation de service public a été définie par la Cour de cassation comme : « l’activité ayant pour objet la gestion d’un service public et pouvant être confiée à un délégataire public ou privé rémunéré pour une part substantielle en fonction des résultats de l’exploitation » (Crim. 3 avril 2002, à propos de l’exploitation d’un théâtre, pouvant faire l’objet d’une délégation au sens de l’article 121-2 alinéa 2).
Plus récemment, la Cour de cassation a pu juger que l’organisation des transports scolaires n’était pas une activité susceptible de délégation, contrairement à l’exploitation du service de transport : Crim. 6 avril 2004.
En pratique, les collectivités territoriales ne sont pas responsables dans l’exercice des prérogatives de puissance publique.

##### Ratione materiae
L’article 121-2, dans sa rédaction entrée en vigueur le 1er mars 1994, prévoit que la responsabilité pénale des personnes morales ne peut être recherchée que « dans les cas prévus par la loi ou le règlement » : c’est le principe de spécialité. La RPPM ne s’applique que pour les incriminations le prévoyant expressément, y compris les infractions involontaires.
Curiosité : dans un arrêt du 5 février 2003, la Cour de cassation avait considéré que l’article 399 du Code des douanes était applicable aux personnes morales, alors qu’aucun texte ne le prévoit expressément.
Ce texte visait « toute personne », mais on ne peut considérer que cette expression vise les personnes morales, car ce serait contraire à l’article 121-2 du Code pénal. Cette jurisprudence est probablement cantonnée au droit douanier.
La loi dite « Perben », du 9 mars 2004, a modifié le champ d’application de la RPPM, qui pourra s’appliquer à toutes les infractions commises à compter du 31 décembre 2005. La RPPM peut s’appliquer, comme le prévoit l’article 121-2, alinéa 1, à la consommation d’une infraction comme à sa tentative ou sa complicité :

« Les personnes morales, à l'exclusion de l'État, sont responsables pénalement, selon les distinctions des articles 121-4 à 121-7, des infractions commises, pour leur compte, par leurs organes ou représentants.
Toutefois, les collectivités territoriales et leurs groupements ne sont responsables pénalement que des infractions commises dans l'exercice d'activités susceptibles de faire l'objet de conventions de délégation de service public.
La responsabilité pénale des personnes morales n'exclut pas celle des personnes physiques auteurs ou complices des mêmes faits, sous réserve des dispositions du quatrième alinéa de l'article 121-3. »

— Code pénal français, article 121-2

#### Mise en œuvre de la RPPM
Pour engager la responsabilité de la personne morale, l’infraction doit avoir été commise pour le compte de la personne morale par son organe ou son représentant.
C’est le mécanisme de la responsabilité par ricochet.
La personne morale n’est pas considérée en droit pénal comme une personne autonome, dotée de son propre pouvoir de décision et de ses propres moyens d’action, mais comme une personne abstraite incarnée par ses organes ou représentants.
La RPPM est un mécanisme d’imputation à la personne morale d’une infraction commise par une ou plusieurs personnes physiques : l’organe ou le représentant, c’est-à-dire toute personne ayant le pouvoir légal, statutaire ou conventionnel d’engager la personne morale, et notamment le délégataire d’un organe disposant de la compétence, de l’autorité et des moyens nécessaires à l’exercice de sa mission.
L’infraction commise par une personne étrangère à la personne morale, ou à l’occasion d’actes étrangers aux pouvoirs de représentation, ou encore l’infraction qui n’est pas commise pour le compte de la personne morale (c’est-à-dire dans son intérêt ou en son nom), ne peut être imputée à cette dernière.
L’imputation d’une infraction à une personne morale suppose la réunion de tous les éléments de l’infraction, le plus souvent sur la tête d’une personne physique identifiée, organe ou représentant de la personne morale.
Les juges ne peuvent en aucun cas établir l’existence des éléments de l’infraction directement dans le chef de la personne morale (Crim. 29 avril 2003).
L’identification de la personne physique n’est pas absolument nécessaire dès lors que l’organe ou le représentant fautif est identifié : la seule exigence légale tient à l’existence d’une infraction matériellement commise par un organe ou représentant.
Si l’organe ayant commis l’infraction est un organe collectif, il ne semble pas qu’il y ait d’impossibilité à poursuivre la personne morale, à condition toutefois que la nature de l’infraction s’y prête, notamment en ce qui concerne l’intention.
Comme pour la complicité, la condamnation effective de l’auteur matériel importe peu : c’est l’existence d’une infraction principale punissable qui est seule prise en compte. L’absence de poursuites contre l’organe ou le représentant n’empêche pas la condamnation de la personne morale.
Il se peut même que la relaxe du représentant n’empêche pas la condamnation de la personne morale : c’est le cas de la faute involontaire ayant un lien de causalité indirecte avec le dommage ; l’application de l’alinéa 4 de l’article 121-3 du Code pénal n’empêche pas la condamnation de la personne pénale (exemple : Crim. 24 octobre 2000).
Une cause d’irresponsabilité profitant à l’organe ou au représentant empêche en principe la poursuite de la personne morale, même, semble-t-il, lorsqu’il s’agit d’une cause subjective d’irresponsabilité, cause personnelle au représentant telle que la démence, bien que la solution ne soit pas certaine en droit positif.
En effet, la personne morale constitue une entité autonome dotée d'une personnalité juridique différente de celle des membres qui la composent. Comme rien ne permet, en théorie, d'appliquer à une personne une cause subjective d'irresponsabilité (propre à un tiers), il ne semble pas opportun de contrevenir à ce mécanisme dans l'hypothèse d'une personne morale, sauf à rompre l'égalité des justiciables devant la loi pénale.
La disparition de la personne morale met naturellement fin aux poursuites, et ce même en cas de disparition par fusion-absorption. Le principe de responsabilité du fait personnel s’oppose à ce que la personne absorbante soit responsable des infractions commises pour le compte de la société absorbée (Crim. 14 octobre 2003).

## Causes d'irresponsabilité pénale
Les causes d’irresponsabilité pénale sont des situations dans lesquelles la personne ne peut être rendue responsable des faits punissables qu'elle a pourtant commis. En effet, si l'auteur d'une infraction bénéficie d'une cause d'irresponsabilité pénale, il ne sera pas condamné (absence de responsabilité) bien que les faits constituant l'infraction soient établis (culpabilité reconnue).
Les causes d’irresponsabilité pénale regroupent les causes objectives d'irresponsabilité pénale et les causes subjectives d'irresponsabilité pénale :
- Les causes objectives d'irresponsabilité pénales (ou faits justificatifs) sont relatives aux faits commis par l'agent ;
- Les causes subjectives d'irresponsabilité pénale sont liées à la personnalité de l'agent[24].

La doctrine comme la jurisprudence opèrent cette distinction qui n'apparaît pas dans le Code pénal entre les causes objectives d'irresponsabilité (ou faits justificatifs) et les causes subjectives d'irresponsabilité.

### Causes objectives d’irresponsabilité pénales (faits justificatifs)
Les causes objectives d’irresponsabilité pénale (appelées aussi faits justificatifs) sont liés aux faits commis par l'agent, qui, au regard du contexte de leur commission, ne sont plus considérés comme des infractions pénales mais apparaissent justifiées.
Dès lors, même si l'infraction apparait caractérisée dans tous ses éléments constitutifs (élément légal, élément matériel et élément moral), la démonstration d'un fait justificatif a pour effet de faire disparaître le caractère punissable de l’acte. Dès lors, bien que l'infraction soit caractérisée dans tous ses éléments constitutifs, l'auteur prouvant une cause objective d'irresponsabilité pénale sera déclaré pénalement irresponsable.
L’impunité de l’auteur principal s’étend au complice comme à la personne morale.
Voici les causes objectives d'irresponsabilité pénale (ou faits justificatifs) :
- l’autorisation ou l'ordre de la loi (article 122-4 alinéa 1 du Code pénal) ;
- l'autorisation ou l'ordre du règlement (article 122-4 alinéa 1 du Code pénal) ;
- le commandement de l’autorité légitime (article 122-4 alinéa 2 du Code pénal[27]) ;
- la légitime défense des biens et des personnes (articles 122-5[28] et 122-6[29] du Code pénal) ;
- l’état de nécessité (article 122-7 du Code pénal[30]) ;
- l'exercice des droits de la défense[31] ;
- le lanceur d'alerte (article 122-19 du Code pénal[32])[33] .

#### Ordre de la loi ou du règlement, autorisation de la loi du règlement ou de la coutume et commandement de l’autorité légitime
Il y a lieu de présenter successivement :
- l'ordre de la loi ou du règlement ;
- l'autorisation de la loi ou du règlement
- l'autorisation de la coutume ;
- le commandement de l'autorité légitime ;
- et la question du consentement de la victime.

L'ordre de la loi ou du règlement est la situation selon laquelle il n’y a pas d’infraction lorsque la loi ou le règlement ordonne d’agir (article 122-4 alinéa 1 du Code pénal).
- Conditions de mise en œuvre : La mise en œuvre de cette cause objective d'irresponsabilité pénale (ou fait justificatif) suppose la réunion de 2 conditions cumulatives :
  - La première condition nécessite une disposition législative (c'est-à-dire une norme écrite générale et permanente élaborée par le Parlement[34]) ou une disposition réglementaire (c'est-à-dire un texte de portée générale émanant de l’autorité exécutive[35]).
  - La seconde condition exige que la loi ou le règlement ordonne la commission de l’infraction[36].

- Informations relatives à l'autorisation de la loi ou du règlement :

L’autorisation de la loi ou du règlement révèle une contrariété entre un texte pénal et un autre texte, qu’il soit de nature civile, administrative ou pénale. L’autorisation du règlement ne peut justifier qu’une contravention réglementaire, et non la violation d’une loi pénale, tant en raison de la hiérarchie des normes qu’en raison de la séparation des pouvoirs exécutif, législatif et judiciaire.
Le principe libéral veut naturellement que, l’interdiction étant toujours l’exception par rapport à la liberté, l’autorisation de la loi l’emporte sur la prohibition édictée par un autre texte de même valeur.
Les applications les plus courantes de ce fait justificatif concernent l’usage de la force par la police et la gendarmerie, les actes médicaux qui échappent à la qualification de violence s’ils sont le fait de médecins et ont un motif thérapeutique, ainsi que l’article 73 du Code de procédure pénale qui permet à tout citoyen d’arrêter l’auteur d’un crime ou délit flagrant puni d'une peine d'emprisonnement et de le retenir le temps nécessaire à l’arrivée de la police.
Le 5 janvier 2000, la Cour de cassation a indiqué que le fait justificatif d’autorisation de la loi s’étend aux infractions involontaires commises au cours de l’exécution d’un acte autorisé par la loi (maladresse d’un gendarme ayant entraîné la mort de la personne poursuivie), à condition bien sûr que les critères d’application de l’autorisation de la loi soient réunis (l’usage de son arme par le gendarme était absolument nécessaire) : Crim. 18 février 2003.
Cette décision confirme que l’autorisation de la loi n’est pas une cause subjective d’irresponsabilité ; elle ne fait pas disparaître l’élément moral de l’infraction, sans quoi l’imprudence resterait punissable.
L’autorisation de la loi ne peut couvrir que les faits strictement autorisés par la loi. Ainsi, le devoir de cohabitation qui impose aux époux d’entretenir des relations sexuelles n’autorise pas l’un d’eux à imposer de telles relations à l’autre ; le droit d’arrêter et de retenir l’auteur d’un délit flagrant ne permet pas de le molester, de le fouiller ou de l’interroger dans l’attente de l’arrivée de la police.
Un avis de l’administration, ou l’autorisation d’exercer une activité, ne saurait non plus justifier une violation du droit pénal : les autorités administratives n’ont évidemment pas le pouvoir de faire échapper un comportement au champ droit pénal.
Il a été jugé par la Cour de cassation que le devoir de secours à personne en péril de l’article 223-6 du Code pénal ne justifiait pas le recel de malfaiteur commis par une infirmière dès lors que les services fournis au malfaiteur allaient au-delà de ce qu’exigeait strictement le péril auquel le malfaiteur était exposé (Crim. 17 septembre 2003).
L'autorisation de la coutume est la situation selon laquelle il n’y a pas d’infraction lorsque la coutume locale permet d’agir. Il en est ainsi des " courses de taureaux" ou des " combats de coqs " dans des localités ou de telles pratiques correspondent à une " tradition ininterrompue " (521-1 alinéa 11 du Code pénal).
- Conditions de mise en œuvre : La mise en œuvre de cette cause objective d'irresponsabilité pénale (ou fait justificatif) suppose la réunion de 2 conditions cumulatives :
  - La première condition nécessite une coutume locale.
  - La seconde condition exige que la coutume locale autorise (ou permette) la commission de l’infraction.

- Informations relatives à l'autorisation de la coutume :

La coutume permet également des atteintes légères à la personne humaine sans que leur auteur puisse être inquiété : ainsi, le droit de correction des parents sur leur enfant, la pratique de sports violents ou la possibilité de réaliser des piercings et ou des tatouages sans être poursuivi pour violences volontaires.
La coutume n’est cependant pas en principe une source du droit pénal, et ces solutions restent des exceptions sans légitimité juridique autre que le principe constitutionnel de nécessité qui prohibe l’application inutile du droit pénal.
Le commandement de l'autorité légitime vise l’hypothèse dans laquelle un subordonné a reçu de son supérieur l’ordre de commettre une infraction pénale (article 122-4 alinéa 2 CP).
- Conditions de mise en œuvre : La mise en œuvre de cette cause objective d'irresponsabilité pénale (ou fait justificatif) suppose la réunion de 2 conditions cumulatives :
  - La première condition tient à la nature de l'autorité. Selon la chambre criminelle, dans un arrêt rendu le 4 octobre 1989, il doit s'agir d'une autorité publique[37]. De plus, cette autorité publique ayant émis l’ordre en exécution duquel il a été commis doit être légitime légitime et donc compétente (car investie légalement du pouvoir de donner un tel ordre). Par exemple, il peut d'agir l'un militaire, d'un juge, d'un préfet, d'un policier, etc.
  - La seconde condition est relative aux caractères du commandement. Elle nécessite que l'acte accompli ne soit pas manifestement illégal et corresponde à l'ordre émanant de l'autorité publique légalement instituée[36].

- Informations relatives au commandement de l'autorité légitime :

L’ordre de l’autorité légitime permet d’assurer le respect des ordres donnés par les autorités publiques sans que ceux auxquels ils s’adressent en mettent la légalité en cause.
C’est par exemple l’hypothèse de la présence d’un agent régulant la circulation en contradiction avec la signalisation en place ; c’est encore le cas des ouvriers de la fourrière qui enlèvent les véhicules sur ordre de la police.
La personne qui obéit à un ordre de l’autorité publique n’est pas responsable des infractions qu’il commet dans ce cadre sauf si cet acte est manifestement illégal : l’article 122-4, alinéa 2, reprend la théorie dite des « baïonnettes intelligentes », le fait d’obéir à un ordre ne doit pas ôter tout discernement.
C’est cette théorie qui a permis la condamnation de Maurice X. (Crim. 23 janvier 1997) au motif que « l’illégalité d’un ordre de l’autorité légitime en matière de crime contre l’humanité étant toujours manifeste ».
Cette théorie permet également d’exclure de l’article 122-4 les ordres donnés par des autorités manifestement incompétentes, c’est-à-dire en dehors de leur champ de compétence.
La notion d’autorité légitime a été précisée par la Cour de cassation, qui a indiqué que ce terme vise les personnes investies d’un pouvoir de commandement au nom de la puissance publique : police, gendarmerie… Un salarié qui a obéi aux ordres illégaux de son employeur ne peut en aucun cas se prévaloir de l’article 122-4 du Code pénal (Crim. 26 juin 2002). Tout au plus pourra-t-il fonder sa défense sur une contrainte psychologique, qui a peu de chance de prospérer, ou un état de nécessité de conserver son emploi, dont la preuve sera fort délicate.
La question du consentement de la victime permet de s’interroger sur l’incidence du consentement de la victime sur l’existence ou le caractère punissable de l’infraction.
Aucun texte ne prévoit le consentement de la victime comme cause d’irresponsabilité. Par surcroît, le droit pénal protège prioritairement l’intérêt général, la société dans son ensemble ; il semble naturel que sa mise en œuvre ne dépende pas de la décision d’un particulier, fut-il la victime.
Cette indifférence du consentement de la victime trouve sa limite dans certaines infractions qui protègent des intérêts au caractère individuel plus marqué. Le principe de l’indisponibilité du corps humain interdit de faire produire effet au consentement en matière de meurtre ou de violences. Par contre, des infractions prévoient l’absence de consentement comme un de leurs éléments constitutifs : vol, viol, escroquerie… Dans ces hypothèses, le consentement fait disparaître l’élément matériel de l’infraction.

#### Légitime défense
La légitime défense a deux visages :
- la légitime défense des personnes (article 122-5 alinéa 1 du Code pénal) ;
- et la légitime défense des biens (article 122-5 alinéa 2 du Code pénal).

La légitime défense des personnes est prévu à l'article 122-5 alinéa 1 du Code pénal. Ce fait justificatif profite à la personne qui, face à une atteinte injuste et actuelle contre une personne, accomplit un acte nécessaire, simultané et proportionné à la défense de cette personne.
- La mise en œuvre de cette cause objective d'irresponsabilité pénale (ou fait justificatif) suppose la réunion de 2 conditions cumulatives :
  - Première condition : une atteinte (consistant en une infraction intentionnelle) actuelle et injuste contre soit-même ou autrui (ou une tierce personne) :
    - Le caractère actuel de l'atteinte fait référence à une riposte concomitante à l’atteinte. Il est impossible de se prévaloir de la légitime défense pour couvrir une vengeance, par exemple dans l’hypothèse où la victime tire sur son agresseur qui prenait la fuite. Par contre, la défense préparée à l’avance (pose de pièges, clôture électrifiée…) est valable dans la mesure où elle ne s’exécute que lorsque l’agression est actuelle.
    - Le caractère injuste de l’atteinte exclut notamment la violence légitime telle que celle d’un policier qui tente de protéger l’ordre public, ou des comportements tels que l’IVG ou la détention de maïs transgénique lorsqu’ils sont licites.

  - Seconde condition : une riposte concomitante à l’atteinte qui soit à la fois nécessaire et proportionnée :
    - Le caractère nécessaire de la riposte correspond au fait que, pour contrer l’atteinte, la commission d’un acte illicite est obligatoire. Dès lors, il n’y a pas d’alternative licite à la riposte.
    - Le caractère proportionné de la riposte nécessite que la valeur sacrifiée doit être moindre que la valeur protégée. En effet, la riposte doit engendrer un coût social moindre que l’accomplissement de l’atteinte.

La légitime défense des biens est prévue à l'article 122-5 alinéa 2 du Code pénal. Ce fait justificatif profite à la personne qui, face à une atteinte injuste et actuelle contre un bien, accomplit un acte nécessaire simultané et proportionné à la défense de ce bien.
- La mise en œuvre de cette cause objective d'irresponsabilité pénale (ou fait justificatif) suppose la réunion de 2 conditions cumulatives :
  - Première condition : une atteinte consistant en un crime ou d’un délit contre un bien (cela dit, un homicide volontaire est en tout état de cause exclu de l’immunité pénale).
  - Seconde condition : une riposte concomitante à l’atteinte et strictement nécessaire et proportionnée.
    - Le caractère nécessaire de la riposte correspond au fait que, pour contrer l’atteinte, la commission d’un acte illicite est obligatoire. Dès lors, il n’y a pas d’alternative licite à la riposte.
    - Le caractère proportionné de la riposte nécessite que la valeur sacrifiée doit être moindre que la valeur protégée. En effet, la riposte doit engendrer un coût social moindre que l’accomplissement de l’atteinte.

La jurisprudence a pu apporter quelques précisions quant aux conditions de mise en œuvre de la légitime défense.
Le caractère actuel et injuste de l’atteinte ne pose aucun problème sérieux d’application. Précisons simplement que lorsque l’atteinte est le fait d’une autorité publique, son caractère injuste pourra être reconnu en cas d’illégalité manifeste (passage à tabac, saisie de nuit).
Le caractère nécessaire et proportionné de la riposte est quant à lui soumis à l’appréciation des juges du fond, et fonction de l’ensemble des circonstances de fait.
Le rapprochement de deux arrêts de la Cour de cassation des 6 décembre 1995 et 21 février 1996 révèle ainsi que la victime saisie au col de son vêtement par un agresseur a été condamnée pour avoir riposté à coups de talons aiguilles, mais s’est vue reconnaître la légitime défense pour le tir d’une balle en plein cœur.
Dans de nombreuses affaires se déroulant de nuit, on a pu constater que l’appréciation du caractère nécessaire et proportionné de la riposte ne dépend nullement de la réalité de l’agression, mais de sa gravité telle que perçue par l’auteur de la riposte.
Plutôt que de s’interroger sur la balance des intérêts réellement en présence, le juge pénal se demande si une personne raisonnable, placée dans la même situation, aurait réagi de la même façon.
Cette approche subjective, qui peut conduire à l’admission d’une légitime défense purement putative, en réaction à une agression imaginaire, explique le refus de justifier par la légitime défense les infractions involontaires. Un homme prudent contrôle ses actes et réagit de manière proportionnée à l’agression dont il est victime ; il ne commet pas d’acte d’imprudence ou de négligence entraînant des blessures ou la mort de son agresseur.
Cette approche justifie aussi qu’on refuse le bénéfice de la légitime défense à celui qui ne se sait pas en situation de défense : par exemple, la personne qui se joint à une rixe pour le plaisir du combat et qui rejoint par chance le groupe des victimes en état de légitime défense.
La légitime défense viendrait donc protéger celui qui, bien que commettant un acte illicite, ne commet pas de faute ou révèle son absence de dangerosité sociale.
Cette approche subjective ne correspond pas à la nature classique de la légitime défense, fait justificatif et non cause subjective d’irresponsabilité. L’admission d’une cause objective d’irresponsabilité devrait correspondre à des critères objectifs ; c’est ce qui permet d’étendre cette cause d’irresponsabilité aux complices. Imaginons en effet qu’un tiers ait une meilleure connaissance de la situation que la victime de l’agression ; que cette victime, se sentant par erreur agressé, lui demande une arme pour se défendre. Le tiers qui fournirait cette arme pourrait-il être condamné pour complicité ? Il savait qu’il n’existait pas réellement d’agression, sa relaxe semble injuste ; pourtant, si l’auteur principal bénéficie de la légitime défense, le caractère infractionnel de son acte disparaît et le complice ne peut être condamné !
On observe ici une incohérence du droit pénal qui conduit à des solutions injustes et illogiques. La jurisprudence devrait soit revenir sur l’exclusion des infractions involontaires, soit traiter la légitime défense comme une cause subjective d’irresponsabilité et condamner, le cas échéant, le complice ou la personne morale.
Il existe à l’article 122-6 des présomptions de légitime défense en faveur de la victime d’une intrusion nocturne, par effraction violence ou ruse, dans un lieu habité ou ses dépendances directes telles qu’un jardin ou une terrasse ; ou encore en faveur de la victime de vols ou pillages exécutés avec violence.
La jurisprudence a eu l’occasion de préciser que ces présomptions n’étaient que des présomptions simples (ce qui est normal en matière pénale) : la personne qui sait n’être pas victime d’une agression ne peut se prévaloir de la légitime défense, et le fait de se trouver dans l’un des cas visés par l’article 122-6 ne permet pas de procéder à des actes disproportionnés ou non nécessaires.
Exemple : Crim. 12 octobre 1993 : le père qui tire sur le prétendant de sa fille en toute connaissance de cause, alors que celui-ci s’est introduit par ruse dans son domicile pour rendre visite à sa fille, ne peut se prévaloir de la présomption de légitime défense, l’atteinte dont il est victime ne pouvant justifier la réaction adoptée.

#### État de nécessité
L’état de nécessité est prévu à l'article 122-7 du Code pénal. Il s'agit de la situation dans laquelle l’auteur des faits a violé une règle pénale dans le but d’éviter un danger pour lui-même, la personne d’autrui ou des biens.
Les conditions de l'état de nécessité, pour être admis, sont au nombre de 2 :
- La première condition requiert que le danger ait été actuel ou imminent. Le danger actuel est celui qui est réel et pas seulement éventuel. Le danger imminent est celui qui a vocation à se réaliser très prochainement.
- La seconde condition nécessite l’existence d’une réaction nécessaire et proportionnée afin de sauvegarder la personne, autrui ou un bien.

L’autorisation de la loi, l’ordre de l’autorité légitime comme la légitime défense laissent transparaître un conflit entre deux valeurs protégées par la société ; ces mécanismes conduisent en principe au sacrifice de la valeur moindre et à la sauvegarde de la valeur supérieure.
Il est apparu en pratique que dans certaines situations, le bon sens comme l’intérêt général commandait le sacrifice de certains intérêts sans que les faits justificatifs légaux trouvent à s’appliquer.
Le juge Magnaud, présidant le Tribunal correctionnel de Château-Thierry, est entré dans l’histoire judiciaire en rendant un jugement le 4 mars 1898 par lequel il refuse de condamner pour vol de pain une jeune fille sans emploi et sans argent ayant sa mère et un enfant de deux ans à charge, n’ayant pas mangé depuis 36 heures au moment du vol. La Cour d’appel d’Amiens confirme ce jugement en considérant que la preuve de l’intention coupable n’est pas rapportée.
Cette décision marque la première esquisse de l’état de nécessité en droit positif. En effet, le motif retenu par les juges dans cette affaire n’a pas de pertinence juridique : ils confondent l’intention et le mobile.
La jurisprudence affinera au cours du XXe siècle les critères de l’état de nécessité, lequel sera finalement légalisé à l’article 122-7 à l’occasion de la réforme du Code pénal de 1994.
L’état de nécessité couvre la réaction nécessaire et proportionnée aux dangers actuels ou imminents.
Contrairement à la légitime défense, l’état de nécessité concerne des situations de danger objectif, pas obligatoirement liées à une agression injuste.
Contrairement à la contrainte, la personne qui se trouve en état de nécessité ne perd pas sa volonté ; c’est en toute liberté que l’agent fait le choix de sacrifier une valeur moindre (ex : la propriété du pain) pour la sauvegarde d’une valeur supérieure (ex : la santé de l’enfant).
L’état de nécessité est retenu de manière restrictive par la Cour de cassation et la plupart des juges du fond. Ainsi, la mère qui vole de la viande pour « améliorer l’ordinaire » de ses enfants ne peut se prévaloir de l’état de nécessité ; et ce d’autant moins qu’il lui restait quelques milliers de francs d’économies à la banque (Poitiers, 11 avril 1997).
L’état de nécessité a également été refusé aux commandos anti-avortement : le délit d’entrave à IVG ne peut être justifié par la nécessité de sauver la vie de l’enfant à naître dans la mesure où l’IVG est autorisée par la loi (Crim. 31 janvier 1996). La destruction d’OGM a également été exclue du champ de l’état de nécessité (Crim., 18 février 2004).
Les juges du fond utilisent le mécanisme de l’état de nécessité pour fonder des décisions d’équité, telles que la relaxe d’un « squatteur » de logement inoccupé qui s’installe avec sa famille (TGI Paris, 28 novembre 2000) ou la culture de cannabis pour soulager les douleurs d’une personne paraplégique (Papeete, 27 juin 2002). Ces décisions ne sont généralement pas satisfaisantes en droit, faute pour les juges de procéder à une véritable recherche du caractère nécessaire de l’infraction (autres logements possibles, hébergement chez des amis, de la famille ; autres médicaments aussi efficaces…).
L’état de nécessité ne peut être invoqué par l’agent qui s’est, par sa faute, placé dans la situation de péril. Cette règle, qui transparaissait déjà dans la motivation du jugement de Château-Thiéry, a été affirmée par la jurisprudence, notamment dans le cas d’un camion s’étant engagé sur un passage à niveau alors que le passage y était déjà interdit, et qui a dû briser une barrière pour éviter la collision avec le train.
L’état de nécessité, véritable fait justificatif, couvre même les infractions involontaires : Crim. 16 juillet 1986 qui relaxe un gendarme qui, dans la nécessité d’intimider un individu, a tiré un coup au sol qui l’a blessé par ricochet.
Le critère déterminant de la mise en œuvre de l’état de nécessité sera la balance entre l’intérêt protégé et l’intérêt sacrifié, comme l'a montré récemment deux arrêts de la Chambre criminelle du 11 mai 2004. En l'espèce (pourvoi no 03-80.254), a été cassée la décision des juges du fond de relaxer une personne du chef de vol au motif que les documents saisis frauduleusement devaient servir à la défense de la prévenue dans un litige avec son employeur. La Haute juridiction a en effet estimé que, d'une part, le caractère strictement nécessaire desdits documents à la défense de la personne poursuivie n'avait pas été recherché par les juges du fond, et que d'autre part, l'erreur de droit invoquée n'était pas invincible. En revanche, étant démontré que le vol de documents n'avait été réalisé que dans le seul but de " préserver légitimement des preuves " dans le cadre d'un litige, la Haute juridiction a confirmé le même jour dans un autre arrêt (pourvoi no 03-85.521) la relaxe d'une personne poursuivie du chef de vol.

### Causes subjectives d’irresponsabilité
Les causes subjectives d'irresponsabilité pénale sont liées à la personnalité de l'agent. Il ne faut pas les confondre avec les causes objectives d'irresponsabilité pénales qui elles sont liées au fait commis par l'agent.
Les causes subjectives d'irresponsabilité pénales ont pour effet de faire obstacle à la constitution de l'infraction dans son élément moral (ce dernier étant pourvu de 2 composantes, à savoir le discernement et la volonté). Dès lors, l'agent prouvant une cause subjective d'irresponsabilité pénale sera déclaré pénalement irresponsable. Les causes subjectives d'irresponsabilité sont soit une cause de non-culpabilité, soit une cause de non-imputabilité :
- La cause de non-culpabilité, telle que l'erreur de droit (article 122-3 du Code pénal), a pour effet de faire obstacle à la constitution de l'infraction puisque l'agent se trouvait au moment des faits, privé d'intelligence.
- Les causes de non-imputabilité affectent soit le discernement, soit la volonté de l'auteur ayant commis l'infraction.
  - Les causes de non-imputabilité affectant le discernement sont :
    - le trouble mental ayant aboli le discernement (article 122-1 du Code pénal) ;
    - et la minorité concernant un mineur de moins de 13 ans (article L. 11-1 alinéa 2 CJPM ; article 122-8 du Code pénal) ;

  - Les causes de non-imputabilité affectant la volonté sont :
    - la contrainte physique (article 122-2 du Code pénal) ;
    - et la contrainte morale (article 122-2 du Code pénal)[40].

#### Contrainte
La contrainte a deux visages. Elle peut être physique ou morale :
- Dans le cadre d'une contrainte physique, une force s'exerce sur le corps de l'individu afin de le conduire à commettre une faute. Notamment, il pourra s’agir d’un cataclysme naturel comme par exemple une tempête. Il pourra s'agir également d’une maladie de l’agent (par exemple, le malaise inopiné de l’automobiliste, lié à une maladie qu’il ignorait, l’exonère de toute responsabilité pénale quant aux conséquences de l’accident qu’il aura provoqué).
- Dans le cadre d'une contrainte morale, une pression d'ordre morale s'exerce sur l'individu afin de le conduire à commettre une faute. L’exemple classique de la contrainte morale est celle qui résulte de pressions ou de chantage ayant aboli le discernement de la victime. Il a pu être jugé par la Cour de cassation que les pressions alléguées des autorités allemandes d’occupation sur la personne de Maurice Papon n’avaient pas aboli son libre arbitre et qu’il restait donc responsable de complicité de crime contre l’humanité (Crim. 23 janvier 1997).

La contrainte est prévue à l'article 122-2 du Code pénal. Il s'agit d'une violence physique ou morale exercée sur une victime, dans le but de la forcer à faire ou donner quelque chose[réf. nécessaire]. La contrainte est l’équivalent pénal de la force majeure. Il s’agit d’une force imprévisible et irrésistible. La contrainte est une cause de non-imputabilité, c'est-à-dire qu'elle doit avoir aboli le discernement de la victime pour être prise en compte.
Les conditions de la contrainte, pour être admise, sont au nombre de 2 :
- La première condition tient à l'irrésistibilité de la contrainte, laquelle nécessite que la contrainte ne soit reconnue qu’à celui qui s’est trouvé dans l’impossibilité absolue de se conformer à la loi[42]. Dès lors, le critère important est son caractère irrésistible et son lien de causalité avec l’infraction.
- La seconde condition tient à l’imprévisibilité de la contrainte, laquelle requiert que la contrainte ne puisse résulter que d’un évènement indépendant de la volonté humaine[43].
  - Comme en droit civil, il existe un débat quant à la condition d’imprévisibilité : est-ce une condition de mise en œuvre de la notion ou est-ce un corollaire de l’irrésistibilité, les évènements prévisibles étant par nature résistibles ? La chambre criminelle semble exiger de la contrainte qu’elle soit imprévisible et irrésistible. Le texte pourtant ne se réfère qu’à l’irrésistibilité.
  - La contrainte ne sera pas prise en compte si elle résulte d’une faute ou d’une imprudence de l’agent. Ainsi, la personne qui se sait sujette à des malaises mais qui conduirait tout de même, ou celle qui s’assoupit alors qu’elle a pris la route en état de fatigue avancé, sont responsables pour homicide ou blessures involontaires en cas d’accident. Un arrêt très ancien, dit du « marin déserteur » (Crim. 29 janvier 1921) a retenu la responsabilité pénale du marin qui, arrêté et placé en cellule de dégrisement pour ivresse, a manqué le départ de son navire. Il se prévalait de la force majeure, c’est-à-dire de la contrainte, mais les juges ont considéré que son arrestation ayant été déterminée par son ivresse volontaire, celle-ci n’était pas imprévisible ni invincible. Cette jurisprudence est critiquable, car le délit de désertion est intentionnel, et ne peut se commettre par une simple imprudence comme en l’espèce[réf. nécessaire].

#### Erreur de droit
L’erreur de droit est prévue à l'article 122-3 du Code pénal. Elle est admise lorsque l’agent n’avait pas connaissance des règles applicables, c'est-à-dire lorsqu’il était dans l’ignorance, soit de l’existence de ces règles, soit de leur portée. Du fait de son erreur, l'agent a cru à tort qu’il pouvait légitimement accomplir un acte.
Les conditions de l'erreur de droit, pour être admise, sont au nombre de 2.
- La première condition est relative au fait que l’agent doit avoir cru légitiment accomplir l’acte, c'est-à-dire qu'il doit avoir pensé avec raison que l’acte était légal.
- La seconde condition nécessite que l’erreur de droit ait été invincible, c'est-à-dire qu’elle ne pouvait être évitée par l’agent[44],[45],[46].

L'erreur de droit est basée sur l'adage « Nemo censetur ignorare legem » signifiant que « Nul n’est censé ignorer la loi ». Cet adage pose une fiction juridique (et non une présomption, simple règle de preuve) nécessaire au fonctionnement de tout système juridique.
En effet, le droit repose sur son caractère obligatoire et en France, il n'est pas possible d'envisager un système juridique dans lequel les individus pourraient se prévaloir de leur ignorance du droit pour échapper à son application.
À l’occasion de la réforme du Code pénal, le législateur avait l’ambition, pour satisfaire aux impératifs de clarté et d’accessibilité du droit, de rassembler les infractions « hors code » dans le cinquième livre du Code pénal. Il est apparu qu’il était impossible de recenser l’intégralité des infractions existant en droit français, mais qu’on pouvait en évaluer le nombre à environ 10 000.
Cette impossibilité de connaître les contours exacts du droit pénal a conduit le législateur à atténuer la fiction de connaissance du droit par l’introduction de l’erreur de droit comme cause d’irresponsabilité.
L’article 122-3du Code pénal prévoit l’irresponsabilité de la personne qui justifie avoir cru, par une erreur sur le droit qu’elle n’était pas en mesure d’éviter, pouvoir légitimement accomplir l’acte.
Il ne s’agit pas de prouver son ignorance de la loi pénale, mais sa croyance dans la légalité de l’acte accompli.
En pratique, l'erreur de droit est rarement admise :
- La Cour de cassation a appliqué cette cause d’irresponsabilité de manière très restrictive, précisant par exemple que l’erreur sur la portée d’une décision de justice, provoquée par le conseil juridique de l’intéressé, n’est pas invincible, le juge pouvant être saisi d’une requête en interprétation (Crim. 11 octobre 1995).
- Elle a également considéré que la société qui avait agrandi son hypermarché après qu’un avis ministériel lui eut indiqué qu’elle n’avait pas besoin d’autorisation n’a pas commis d’erreur invincible, car elle aurait pu consulter des juristes qualifiés (Crim. 19 mars 1997).
- Elle a plus tard posé pour principe qu’un simple avis d’un professionnel du droit ne peut constituer une erreur de droit (Crim. 7 janvier 2004).
- Elle a par contre accepté l’irresponsabilité du chef d’entreprise qui n’avait fait qu’appliquer un accord collectif signé sous l’égide d’un médiateur désigné par le Gouvernement (Crim. 24 novembre 1998).
- Cette cause d’irresponsabilité est utilisée plus largement par les juges du fond, en général censurés par la Cour de cassation, dans un souci d’équité. Par exemple, la Cour d’appel de Paris a considéré que la discordance des jurisprudences des chambres sociale et criminelle de la Cour de cassation quant à la légalité des documents photocopiés par le salarié en vue d’être produits en justice avait conduit le salarié à une erreur de droit empêchant sa condamnation pour vol (CA Paris, 9 novembre 2000, Crim.11 mai 2004).

Outre ces trois causes subjectives d’irresponsabilité, il existe des immunités tenant à une qualité personnelle du délinquant, comme en application de l’article 311-12 du Code pénal, l’immunité des conjoints, ascendant et descendant en matière de vol. Ces immunités sont des causes personnelles d’irresponsabilité qui ne profitent pas au complice ou à la personne morale ; elles ne sont toutefois pas assimilables à un défaut d’élément moral. En cela, elles se rapprochent des causes objectives d’irresponsabilité.

#### Trouble mental ou démence
Selon l'article 122-1 du Code pénal, « N'est pas pénalement responsable la personne qui était atteinte, au moment des faits, d'un trouble psychique ou neuropsychique ayant aboli son discernement ou le contrôle de ses actes ». Une personne souffrant de ce genre de troubles sera donc considérée irresponsable si ceux-ci ont affecté son discernement au moment des faits. La personne, n'ayant pas pu contrôler ses actes en raison d'un trouble mental, ne sera pas jugée responsable de ces derniers.
Les conditions du trouble mental ayant aboli le discernement, pour être admis, sont au nombre de 3 :
- La première condition requiert l’existence d’un trouble psychique ou neuropsychique.
- La deuxième condition nécessite que ce trouble ait aboli le discernement de l’auteur ou le contrôle de ses actes.
- La troisième condition exige que le trouble mental ait existé au moment des faits.

Selon le moment où le trouble psychique ou neuropsychique est déclaré, la personne pourra bénéficier d'un non-lieu de la part du juge d'instruction, ou bien d'un acquittement ou d'une décision de relaxe de la part de la juridiction pénale. Si la personne est considérée comme dangereuse pour la société en raison de son trouble mental, une décision d'internement peut être prise. C'est au préfet que revient la décision qui doit être prise concernant la personne.
L'article 122-1 du Code pénal ajoute que dans le cas où le trouble psychique ou neuropsychique n'a pas "aboli" son discernement ou le contrôle de ses actes, mais l'a seulement "altéré" ou "entravé", la personne reste punissable pour ses actes. Cependant, si sa peine est constituée de privation de liberté, celle-ci pourra être réduite, considérant ces circonstances spéciales.
Les articles 122-1-1 et 122-1-2 du Code pénal peuvent limiter ces cas d'absence de responsabilité pénale ou de réduction de peine pour cause de trouble psychique ou neuropsychique. En effet l'irresponsabilité ne s'applique pas si la perte totale de discernement ou de contrôle vient du fait que la personne a volontairement consommé des substances psychoactives (alcool, drogues,…) dans le but de commettre l'infraction, ou de la faciliter. Et de façon similaire, la réduction des peines de privation de liberté ne s'applique pas si la personne a volontairement consommé en excès des substances qui ont altéré son discernement.

#### Minorité (de l'enfant de moins de 13 ans)
Le mineur dépourvu de discernement (de moins de 13 ans) est irresponsable pénalement des crimes délits et contraventions dont il a été reconnu coupable. Par conséquent, le mineur de moins de 13 ans n'est pas concerné par la responsabilité pénale des mineurs prévue à l'article 122-8 du Code pénal.
Les mineurs de moins de 13 ans bénéficient d’une présomption d’irresponsabilité pénale, c'est-à-dire que les mineurs de moins de treize ans sont présumés ne pas être capable de discernement (article L. 11-1 alinéa 2 CJPM). Toutefois, cette présomption est une présomption simple et elle peut donc être renversée par la preuve contraire.
Le mineur est défini comme étant un enfant doté de discernement est celui qui a un niveau d’intelligence suffisant pour avoir compris la portée de ses actes et qui est capable de faire la différence entre des faits licites et illicites (art. L. 11-1 al. 3 du Code de la justice pénale des mineurs -CJPM-).

## Responsabilité pénale des politiques français

### Président de la République
En droit français, le statut juridictionnel du président de la République est précisé dans la Constitution, aux articles 67 et 68, dont la rédaction actuelle date de 2007.
Le président de la République jouit d'une irresponsabilité pour tous les actes qu'il a accomplis en cette qualité. Cette disposition est très consensuelle ; elle est héritée de la monarchie (« le roi ne peut mal faire ») et a été affirmée dans toutes les Constitutions depuis celle de 1791. L'irresponsabilité est tout de même limitée par les compétences de la Cour pénale internationale (en cas de génocide, de crime contre l'humanité, de crime d'agression et de crime de guerre), et par une possibilité de destitution votée par les parlementaires réunis en Haute Cour (« en cas de manquement à ses devoirs manifestement incompatible avec l'exercice de son mandat »).
De plus, le chef de l'État bénéficie d'une inviolabilité, qui empêche toute procédure administrative, civile ou pénale à son encontre, pour des faits commis en dehors de ses fonctions présidentielles. Cette inviolabilité prend fin un mois après la fin de son mandat.

### Parlementaires
En France, les députés et les sénateurs disposent de l'immunité parlementaire qui se décline en : irresponsabilité (immunité de fond) et inviolabilité (immunité de procédure).

### Élus locaux
Les élus locaux ont disposé en 1974 d'un privilège de juridiction, à l'image notamment des préfets et des magistrats. Institué à la suite de l'affaire de l'incendie du dancing Le 5/7 et la condamnation du maire de Saint-Laurent-du-Pont, qui avait eu un fort impact sur la classe politique, ce privilège permettait d'instruire les crimes et délits des élus dans une autre circonscription que la leur (afin d'éviter toute partialité de la part du juge) et fut aboli lors de la réforme du Code pénal en 1993.
La mise en place de la décentralisation a conduit à accroître sensiblement en une vingtaine d'années le corpus de normes (plus de 5 000 textes répartis en 18 Codes) auxquels devait se soumettre les élus, qui ne disposaient pas toujours, dans les petites communes notamment, de l'expertise nécessaire pour les appliquer. Les domaines de l'urbanisme et de la sécurité des constructions, de l'environnement ou des procédures de marché publics constituent ainsi autant de « niches à délits ». De plus, le législateur a créé des délits non intentionnels, ce qui constitue une dérogation au principe qui veut qu’« il n’y a point de crime ou de délit sans intention de le commettre » (art. 121-3 du CP). Enfin, dans un contexte de crise économique et de concurrence entre les communes pour attirer les entreprises, certains maires ont été amenés à effectuer des montages juridiques périlleux.
Les maires ont pu se sentir « les boucs émissaires de la démocratie de proximité », selon l'expression du sénateur Hubert Haenel et être contraints à limiter les initiatives. La législation a donc tenté de mieux encadrer le phénomène, notamment par la loi Fauchon du 10 juillet 2000 sur les délits non intentionnels.(…). Le député Étienne Mourrut a déposé une loi concernant la responsabilité pénale des élus locaux en matière de manifestations sportives ou culturelles.

#### Exemples de mises en cause la responsabilité pénale des élus locaux
- 1970 : incendie du dancing, le 5/7 à Saint-Laurent-du-Pont
- 1991 : chute d’un portique de basket à Saint-Denis
- 1991 : incendie des thermes de Barbotan
- 1992 : inondations de Vaison-la-Romaine
- 1995 : noyades de la rivière du Drac[52]
- 2012 : accident lors d'une bandido au Grau-du-Roi.